# ددی
ددی، روستایی در دهستان بیابان بخش مرکزی شهرستان سیریک در استان هرمزگان ایران است.

## جمعیت
بر پایه سرشماری عمومی نفوس و مسکن در سال ۱۳۹۵، جمعیت این روستا برابر با ۸۹ نفر (۲۰ خانوار) بوده‌است.